# Arroio do Só (district de Santa Maria)
Arroio do Só est l'un des dix districts qui composent la ville brésilienne de Santa Maria, dans l'État du Rio Grande do Sul.

## Limites
| Sede São Valentim Pains Arroio Grande Arroio do Só Passo do Verde Boca do Monte Palma Santa Flora Santo Antão |

Il est limitrophe des districts de Pains, Palma, et Passo do Verde et des municipalités de Restinga Seca e Formigueiro.

## Quartiers
Le district ne comporte qu'un seul quartier, Arroio do Só.